# كيوتشي ساوادا
كيوتشي ساوادا، من مواليد 22 فبراير 1936، وتوفي بتاريخ 28 أكتوبر 1970، وهو مصور صحفي ومراسل حربي ياباني، اشتهر ساوادا بتصوير أحداث حرب فيتنام.

## مقتله
تعرض ساوادا ومرافقه فرانك فروش للاغتيال من قبل مسلحين مجهولين في فيتنام يوم 28 أكتوبر 1970، حينما كانا يقودا مركبة للعودة إلى مدينة بنوم بنه، ومعه تقارير جمع الأخبار محافظة تاكيو، وعثر على جثتي الرجلين في حقل الأرز بالقرب من الطريق.